# James Wilson (football, 1995)
Pour les articles homonymes, voir James Wilson et Wilson.
James Anthony Wilson, né le 1er décembre 1995 à Biddulph, est un footballeur anglais qui évolue au poste d'attaquant à Northampton Town.

## Biographie

### En club
Le 6 mai 2014, Wilson fait ses débuts professionnels avec les Red Devils lors d'un match comptant pour la dernière journée de Premier League face à Hull City (victoire 3-1), où il marque deux buts avant d'être remplacé par Robin van Persie.
Le 26 novembre 2015, il est prêté à Brighton & Hove jusqu'à la fin de la saison. Il inscrit cinq buts en vingt-huit matchs avant de réintégrer l'effectif des Red Devils lors de l'été 2016.
Il est ensuite de nouveau prêté en 2016 à Derby County mais ne dispute que quatre matchs.
Le 10 janvier 2018, Wilson est prêté pour six mois à Sheffield United. Dix jours plus tard, il inscrit son premier but avec les Blades à l'occasion d'un match de Championship contre Norwich City (victoire 1-2). 
Le 13 août 2018, il est cédé en prêt pour une saison au club écossais de l'Aberdeen FC. Il inscrit quatre buts en trente-deux matchs toutes compétitions confondues avec le club écossais.
En fin de contrat avec Manchester United, il signe un contrat de deux ans à l'Aberdeen FC le 3 juillet 2019. Il joue seize matchs au cours de la première partie de saison mais ne marque aucun but.
Le 31 janvier 2020, il s'engage pour un an et demi avec Salford City, pensionnaire de quatrième division anglaise.
Le 4 juin 2021, il rejoint Port Vale.
Le 3 juillet 2024, il rejoint Northampton Town.

### En sélection nationale
James Wilson participe au Tournoi de Toulon en 2015 avec la sélection anglaise des moins de 20 ans.
Le 3 septembre 2015, il fait ses débuts avec l'équipe d'Angleterre espoirs lors d'un match contre les États-Unis. Il se distingue en inscrivant l'unique but de la rencontre.

## Statistiques
| Saison                | Club                    | Championnat             | Championnat | Championnat | Coupe(s) nationale(s) | Coupe(s) nationale(s) | Compétition(s) continentale(s) | Compétition(s) continentale(s) | Compétition(s) continentale(s) | Total | Total |
| Saison                | Club                    | Division                | M.          | B.          | M.                    | B.                    | Comp.                          | M.                             | B.                             | M.    | B.    |
| 2013-2014             | Manchester United       | Premier League          | 1           | 2           | -                     | -                     | -                              | -                              | -                              | 1     | 2     |
| 2014-2015             | Manchester United       | Premier League          | 13          | 1           | 4                     | 1                     | -                              | -                              | -                              | 17    | 2     |
| 2015-2016             | Manchester United       | Premier League          | 1           | 0           | 1                     | 0                     | -                              | -                              | -                              | 2     | 0     |
| Sous-total            | Sous-total              | Sous-total              | 15          | 3           | 5                     | 1                     | -                              | -                              | -                              | 20    | 4     |
| 2015-2016             | Brighton & Hove (prêt)  | Championship            | 28          | 5           | -                     | -                     | -                              | -                              | -                              | 28    | 5     |
| 2016-2017             | Derby County (prêt)     | Championship            | 4           | 0           | -                     | -                     | -                              | -                              | -                              | 4     | 0     |
| 2017-2018             | Sheffield United (prêt) | Championship            | 8           | 1           | 1                     | 0                     | -                              | -                              | -                              | 9     | 1     |
| 2018-2019             | Aberdeen FC (prêt)      | Scottish Premier League | 24          | 4           | 8                     | 0                     | -                              | -                              | -                              | 32    | 4     |
| Sous-total            | Sous-total              | Sous-total              | 64          | 10          | 9                     | 0                     | -                              | -                              | -                              | 73    | 10    |
| 2019-2020             | Aberdeen FC             | Scottish Premier League | 11          | 0           | 2                     | 0                     | C3                             | 3                              | 0                              | 16    | 0     |
| Sous-total            | Sous-total              | Sous-total              | 11          | 0           | 2                     | 0                     | -                              | 3                              | 0                              | 16    | 0     |
| 2019-2020             | Salford City            | League Two              | 2           | 2           | 1                     | 0                     | -                              | -                              | -                              | 3     | 2     |
| Sous-total            | Sous-total              | Sous-total              | 13          | 2           | 3                     | 0                     | -                              | 3                              | 0                              | 19    | 2     |
| Total sur la carrière | Total sur la carrière   | Total sur la carrière   | 92          | 15          | 17                    | 1                     | -                              | 3                              | 0                              | 112   | 16    |

## Palmarès

### En club
- Aberdeen FC
  - Finaliste de la Coupe de la Ligue écossaise en 2018.
- Salford City
  - Vainqueur de l'EFL Trophy en 2020